# Piper napo-pastazanum
Piper napo-pastazanum là một loài thực vật thuộc họ Piperaceae. Đây là loài đặc hữu của Ecuador.